# بیلی آرمسترانگ
بیلی آرمسترانگ (انگلیسی: Billy Armstrong؛ ‏ ۱۴ ژانویهٔ ۱۸۹۱ – ۱ مارس ۱۹۲۴) بازیگر اهل انگلستان بود.
از فیلم‌هایی که وی در آن نقش داشته‌است، می‌توان به همسایه‌تو بپا، سلام دردسر، ولگرد، پائین مزرعه، وقتی شوالیه‌ها ضعیف بودند، در پارک، شانگهای، پلیس، دردسر سه‌گانه، بانک، شغل جدیدش، عشق، شرافت و سلوک، قهرمان، یالله بجنب، پیشخدمت، عشق بی دردسر، شغل، و یک زن اشاره کرد.